# Lodi (stacja kolejowa)
Lodi (wł: Stazione di Lodi) – stacja kolejowa w Lodi, w regionie Lombardia, we Włoszech. Znajdują się tu 3 perony.
Stacją należącą do projektu Centostazioni  i jest sklasyfikowane jako stacja złota Rete Ferroviaria Italiana. Według RFI stacji obsłuuje rocznie około 4 000 000 pasażerów.